# 谷保恵美
谷保 恵美（たにほ えみ、1966年〈昭和41年〉5月11日 - ）は、千葉ロッテマリーンズの元球団職員。千葉マリンスタジアムで33年間にわたってスタジアムアナウンサー（ウグイス嬢）を務めた。帯広市観光大使。北海道帯広市出身。

## 経歴
1985年、北海道帯広三条高等学校を卒業。高校時代は野球部でマネージャーを務めていた（かつて同高校では父・三島直政が野球部監督を務めていた）。その後、札幌大学女子短期大学部経営学科経営管理専攻を卒業。短大時代は札幌大学野球部のマネージャーを務め、短大1年時に札幌市円山球場の試合で場内放送を務め、当時の奥村博監督にアナウンスを褒められた事をきっかけにプロ野球界を目指すことを決意。
卒業後は北海道庁の臨時職員などに従事しながら「野球に関わる仕事がしたい」と阪神甲子園球場を始め、全12球団の球団事務所や社会人野球に売り込むなど、場内アナウンス担当の求人を探し続けた。
1990年にロッテオリオンズ（現在の千葉ロッテマリーンズ）へ経理担当で入社し、その後は球団事業本部広報部に所属した。
1991年3月に二軍本拠地のロッテ浦和球場で初めてプロでのアナウンス業務を任され、同年8月9日の対日本ハムファイターズ戦（川崎球場）で、初めて一軍のアナウンスを担当。1994年からは一軍本拠地の千葉マリンスタジアムや宮城球場などでホームゲームを行う際はウグイス嬢を務めた（2020年シーズンで30年目）。
1996年10月1日の対近鉄バファローズ25回戦から連続試合を担当。
2018年5月18日の対福岡ソフトバンクホークス5回戦では一軍公式戦1700試合アナウンス担当、同年6月1日の対広島東洋カープ1回戦においてはロッテ主催一軍公式戦1500試合連続アナウンス担当。
2019年7月30日の対オリックス・バファローズ13回戦の5回終了（試合成立）時点で公式戦通算1800試合アナウンス担当。
2022年7月17日の対福岡ソフトバンクホークス戦の5回終了（試合成立）時点で公式戦通算2000試合アナウンス担当をそれぞれ達成した。
千葉マリンスタジアム1勝目から2021年8月31日の通算1000勝までを見届けた数少ない球団職員の1人であった。
2021年12月開催の「NPB AWARDS 2021」では、長きにわたりプロ野球の発展に携わったことが評価され、球団功労賞を受賞した。
一方で、2002年からは故郷・帯広市の観光大使も務めている。
2023年9月26日に、ロッテ球団から同年シーズン限りでスタジアムアナウンサーを退任すると発表（33年間・1894試合連続担当）。10月3日、他球団の契約不更新になった選手やコーチと共に「引退予定関係者」として日刊スポーツで名前が紹介された。
2023年10月7日、ロッテ主催試合のレギュラーシーズン最終戦（対オリックス・バファローズ）が行われた。球場内のロビーにはロッテの選手やコーチ（OB含む）を始め、他球団や日本野球機構（NPB）の公式記録員などから贈られた花が展示された。また、この試合の5回終了（試合成立）時点で公式戦通算2100試合アナウンス担当を達成。当初は本人の希望により、引退セレモニーなどは行わないとしていたが、試合終了後にロッテ球団によるサプライズのセレモニーが行われ、ロッテファンは勿論のこと対戦相手のオリックスファンからも「谷保コール」を浴びながら引退した。
ただ、この時点ではロッテがパシフィック・リーグクライマックスシリーズに進出し、ロッテ主催試合によるポストシーズンを開催できる可能性も残されていたため、球団もロッテがクライマックスシリーズや日本シリーズに進出できた場合は、球場アナウンスを谷保に担当させる予定であることをコメントしていた。
同年10月10日にロッテが東北楽天ゴールデンイーグルスに勝利したことにより、同球団がクライマックスシリーズファーストステージに進出すると同時にZOZOマリンスタジアムにて開催することが確定したため、ファーストステージ（対ソフトバンク）の球場アナウンスを担当することが決定した。その後、ロッテはクライマックスシリーズファイナルステージ（対オリックス・バファローズ）に進出したが、同ステージにて敗退し、日本シリーズに進出することが出来なかったため、同月16日のファーストステージ第3戦のアナウンスが最後となった。
2023年をもって、ロッテの球団を退職。12月20日が最終出勤日となった。谷保は同日のインタビューで「この仕事がしたくて球団に入りましたし、上京してきた。（中略）声の進行係として、1試合過ごせる満足感、その想いだけで頑張ってきました。全てを注いできた仕事ですね」と話した後「やり切った思いです」と続けた。谷保は第二の人生のことを明かさなかったが「これからもひるまずに年を取っても頑張って行きたい」と話した。

## 人物
あだ名は「ヤッホーさん」である。このあだ名は選手やスタッフに慕われ、親しみを込めて呼ばれるものであるが、2020年に取材を受けた谷保は「今の若い選手は息子世代だから、なかなか呼んでくれないけれど、うれしいですよね」と笑いながら話している。ちなみに、好きな言葉は「感謝」・「謙虚」・「思いやり」の3つであり、この3つは谷保が幼い頃に祖母によく言われた言葉であった。余談となるが、2023年12月20日にロッテ球団の最終出勤日を迎えた谷保は（ロッテ球団の）サイン色紙に「感謝」の2文字を書いている。
実家は菓子問屋であり、5歳年下の弟が居る。谷保が全国高等学校野球選手権大会のテレビ中継を見ていることを振り返った弟は「姉は1日4試合、朝から晩までテレビの前でスコアを付けていました。これ、わが家では普通で。家が菓子問屋なので、お菓子を食べながら。よく祖母に怒られてましたね」と話し、谷保は「これが楽しいんですよ。朝8時に始まるじゃないですか。あの歌（『栄冠は君に輝く』）とともに1日が始まるんですよ」と話した後、当時は「父がチャンネル権を持っていたので子どもは8時に寝なさいっていう時代だった」と話した。
谷保が上京した5年後（谷保が20代の頃）に別所沼の近くにあるアパートで弟と共同生活を送ったことがあり、弟はその時の思い出話として「姉はいつも、球場用のカセットテープを作っていたんですよ」と話した。谷保が高熱を出した日は弟に止められながら歯を食いしばって出勤した（詳細は「取材・手記」を参照）。
谷保は小学校時代から根っからの野球女子であったが、中学3年生までは合唱団として活動し、ソプラノを担当した。この当時は腹式呼吸を意識した家庭内熱血指導が夜遅い時間まで続いた。好きな音楽のジャンルはK-POPであり、発声練習を兼ねて好きな歌を口ずさみながら千葉マリンスタジアムに向かったこともあった。

## エピソード
高く伸びやかなアナウンスが特徴でロッテのみならず、球団の枠を越えて、多くの選手やファンにも愛されている。これについて谷保は「普通にアナウンスすると、暗くなってしまう」、「ZOZOマリンスタジアムの広さが前本拠地である川崎球場と比べて大きく、また球場が海沿い（東京湾）に立地していることから風も強く、はっきり喋らないとアナウンスがかき消されてしまう」ことから、現在のようなスタイルに落ち着いたとしている。
また、「サブロ〜〜〜〜」「ふく〜ら〜」など、語尾が伸びるアナウンスにも特徴があり、特にサブローをアナウンスする際にそれが際立つ。『報道ステーション』のスポーツコーナーで、ロッテ戦の結果の前ふりとして球場のロッテファンがサブローの際のアナウンスを真似るというVTRが流れたことがある。本人曰く、「サブローの場合、どこで止めるべきか分からないので、結果として長音が伸びてしまう」としている。このアナウンスはサブローの引退に伴い、2016年シーズンで消滅することになる。2017年シーズンからは、（前年のドラフト会議で千葉ロッテマリーンズに入団した）佐々木千隼の際に語尾を少し伸ばしている（ささき、ちはやーーとアナウンスしている）。なお、2017年にインタビューを受けたときは「Uが続く発音が難しい」と語っている。
2018年の夏には、ロッテアイスのクーリッシュ『世界クゥーリッシュ選手権』CMに出演。ZOZOマリンスタジアムのアナウンスブースで撮影を行い、顔出しで商品名を独特の語調で読み上げている。8月28日放送のNHK総合『サラメシ』にも「千葉ロッテの球場アナウンスを20年以上にわたり続ける女性のサラメシ」で登場。2019年にはマリーンズ球団公式ファンクラブ“TEAM 26”のゴールド会員入会特典で進呈される目覚まし時計に、井口資仁監督、福浦和也選手とともに、「朝になりました、おはよー」と呼びかける声が収録された。
2020年冬の新入団選手発表会では、恒例のロッテ工場見学に行けなくなった新人選手のために、パイの実の64層構造についての説明を谷保が行い、「パイの実のように層の厚いチームにしていってください」と締めくくった。2021年・2022年も谷保がこの説明を行っている。
スタジアムアナウンサー在籍期間中の2005年と2010年にロッテは日本一となっているが、いずれもビジター球場で決まったため、本拠地で「千葉ロッテマリーンズ、優勝でございます」のアナウンスをするのが夢と語っていたが、叶わなかった。その一方、2022年4月10日の佐々木朗希の完全試合はZOZOマリンスタジアムにて達成（対オリックス・バファローズ）したため、「佐々木朗希投手、完全試合達成でございます」のアナウンスをすることが実現した。
スタジアムアナウンサーを退任した2023年のシーズン終了後、同年11月19日に開催したファン感謝デー「MARINES FAN FEST 2023」の前に、「TANIHO」の背ネームとマイクのイラストが背番号代わりに入れられ額装されたユニホームがロッテ選手会から贈られた。谷保はこのサプライズに驚き、「こんな素敵なものをいただいて、みなさんありがとうございます」と話している。

## ビジターゲーム
谷保はビジターゲームでの場内アナウンス交流企画に参加するため、下記の各試合に出張し、千葉ロッテマリーンズの場内アナウンスを担当した。
対象となった試合（スタジアムアナウンサー在籍当時）
- 2014年：「埼玉vs.千葉ライバルシリーズ2014」（7月25日 - 27日開催） - 西武ドーム[18][19]
- 2023年：「日本生命セ・パ交流戦 女性場内アナウンス交流企画」（6月13日 - 15日開催） - バンテリンドーム ナゴヤ[注 12][19][22][新聞 54][新聞 56]

備考
- 谷保は2023年6月14日に開催した中日ドラゴンズ戦で先発投手を務めた涌井秀章（2014年 - 2019年まで千葉ロッテマリーンズに在籍）と8回裏に代打で出場した加藤翔平（2021年6月中旬まで千葉ロッテマリーンズに在籍）の場内アナウンスも担当している。

補足
- スタジアムアナウンサーを退任した谷保は、2024年6月6日に東京ドームで開催した読売ジャイアンツVS千葉ロッテマリーンズ戦（セ・パ交流戦。同試合を含む読売ジャイアンツとの3連戦はレジェンズデーとして開催）で試合前のロッテ側のスタメン紹介アナウンスでサプライズ登場した。ちなみに、巨人側のスタメン発表は40年以上にわたって巨人のアナウンスを務めた渡辺三保が担当した。このサプライズは渡辺の声掛けにより実現したものである。谷保は千葉ロッテマリーンズのYouTube公式チャンネルで「（プライベートで）ゆっくり観戦しようと思っていた」と話し、千葉ロッテマリーンズ広報室の公式X（旧Twitter）では「ドームに来たら、そういう流れ（試合前の場内アナウンスを担当）になって緊張した」と語っている。なお、東京ドームでの場内アナウンスは今回が初めてではなかった（後述）。

## 取材・手記
2017年にインタビューを受けた谷保は最も印象に残った試合として、2001年7月9日のロッテVSダイエー戦（延長10回表、大道典嘉に3ラン本塁打を打たれたが、同回裏にフランク・ボーリックが逆転サヨナラ満塁本塁打を放った試合。所謂「ボーリックナイト」の起きたゲーム）を挙げた。谷保は公式戦で通算2100試合（2023年10月7日時点。詳細は前述）のアナウンスを担当したが、2005年に1度だけ欠勤の危機が訪れた。その危機となった試合は初芝清の引退試合が行われた9月22日のソフトバンク戦であった。谷保は同日の朝、体調の異変に気付き、体温を測ると40度の高熱であったが、「休むわけにはいかない」と奮起し、高熱を押して同試合のアナウンスを務めた。以降はコンディション維持のため「タオルを首に巻いて喉を冷やさないようにする」・「冷房をつけたまま寝ない」・「アルコールは摂取しない」・「（刺身などの）生モノを食べない」・「喉にいいもの（例：生姜茶（センガンチャ））を摂取する」の5つを心掛けていた。
2020年にインタビューを受けた谷保は記憶に残る試合を4つ挙げた。その1つは前述のロッテVSダイエー（2001年7月9日）であり、他の3つは「1994年5月10日のロッテVS近鉄」（初芝清がサヨナラ本塁打を放った試合）・「2005年5月20日のロッテVS中日」（李承燁がソロ本塁打を放って川上憲伸の完全試合を阻止した試合）・「1991年3月の教育リーグ、ロッテVS大洋」（ロッテ浦和球場で開催された教育リーグ。谷保のウグイス嬢デビュー戦を兼ねる）であった。その後、ロッテ球団の最終出勤日となった2023年12月20日に印象に残った試合を聞かれた谷保は自身がウグイス嬢を務めた最後の試合、ロッテVS福岡ソフトバンク（2023年10月16日、2023年度パシフィック・リーグクライマックスシリーズ ファーストステージ第3戦）を「1番の思い出」に挙げた。
2023年にインタビューを受けた谷保は「試合に間に合わない夢」をよく見ることを話し、実際に遅刻しそうになる大ピンチを迎えたことがあったことを振り返った。その試合は1995年4月23日のオリックス・ブルーウェーブ戦であり、試合開始予定時刻は13時00分であった。しかし、強風の影響で谷保が乗った電車が一時運転見合わせとなり、市川塩浜駅で電車から降りた後は自動車ディーラーに駆け込んで電話を借り、千葉マリンスタジアムとタクシー会社に電話した後、（自らが手配した）タクシーに飛び乗った。谷保が乗ったタクシーは約30分で千葉マリンスタジアムに到着し、同スタジアムのアナウンス室にあるマイクの前に座ったのは試合開始の約1時間であったため難を逃れたが、この試合は強風で試合自体が中止となった。ちなみに、この日の最大瞬間風速は37.5メートルであった。
谷保は2023年10月に寄せた手記で「悔いは何もないんですよ」とコメントした。ウグイス嬢の引退に関しては「ここ10年くらいは、いつ担当を引き継ぐのが良いのだろうか」と考えていたことを明かし、2000試合達成時に球団側に辞意を伝え、相談の上で2023年シーズンをもって引退することを明かした。谷保はその後「担当33年、私はマリンスタジアムとともに生きてきたようなもの。マリンスタジアムは同志みたいなものです」と続け、「担当の試合に穴を空けなかったことだけは誇りです」とコメントしたが、球団職員となった当時は「2 - 3年で北海道に帰るかも」と思っていたことも明かしている。

## テレビ出演
- 爆上戦隊ブンブンジャー バクアゲ23「炎の逆境野球」- 場内アナウンス（2024年8月4日、テレビ朝日）

## CM
- ロッテアイス「クーリッシュ」（2018年、世界クゥーリッシュ選手権篇。Web限定）[注 17]
- 千葉県警察千葉西警察署 啓発広告（2022年、「電話de詐欺」被害防止活動篇。声の出演、ZOZOマリンスタジアムなどで放映）[31] - 谷保が読み上げた注意喚起の文言は同署のパトロール時にも活用された[31]。

## 著書
- 谷保恵美のまもなく試合開始でございます♪（ベースボール・マガジン社、2022年9月26日、ISBN 978-4583115115）[注 18]

## その他
- ウグイス嬢となる前は経理の仕事に就いていたが、何度も野球場に足を運んで先輩アナウンサーの技を独学で学び[33]、自宅ではカセットデッキにマイクをつないで練習を積んだことがあった[7][新聞 64]。しかし、二軍の試合のウグイス嬢を初めて担当したときはマイクのスイッチを入れたり切ったりしてしまったため、「しゃべり出すことが出来なかった」と述懐している[7][8]。
- 1991年3月15日に発行した日刊スポーツ北海道版には『元札大マネージャー谷保恵美さん 舞台は川崎球場 道産子初プロ野球ウグイス嬢誕生』という見出しで特集が組まれ、ウグイス嬢になった谷保のエピソードが描かれている[新聞 65]。谷保は1990年のドラフト会議でロッテオリオンズに入団した吉井英昭（谷保と同じ北海道出身のプロ野球選手（投手）[NPB 15]）に「早く1軍でコールできるように頑張るので、吉井君も一日も早く1軍に上がれるように頑張ってほしい」とエールを送っている[新聞 65]。
- 谷保の七つ道具はスコアブック・4色ボールペン・選手名鑑・双眼鏡・のど飴・のどに良いお茶・電波時計である[新聞 66][新聞 67]。谷保は2016年に受けたインタビューで「スコアブックを付けながらアナウンスしている」と話している[9]。
- 2018年9月17日のロッテvs東北楽天ゴールデンイーグルスでゼラス・ウィーラーの代打で今江年晶[注 19][NPB 16]が出場した時、「マリーンズのバッター」と言い間違えそうになったことがある[注 20][34]。ちなみに、今江は2002年から2015年まで千葉ロッテマリーンズに所属していた[NPB 17]。
- 2023年にウグイス嬢を引退した谷保の思い出を回顧した時、大塚明・福浦和也・黒木知宏（取材当時は3人とも千葉ロッテマリーンズのコーチとして在籍）が当時のエピソードを振り返った。大塚は「（自分だけ）ユニフォームが違うことを（谷保に）指摘されたこと」、福浦は「俺が多分一番名前を呼ばれていると思う」[注 21]、黒木は「武蔵浦和駅まで電車で一緒に帰った時」と語っている[35]。
- 西武ライオンズ[注 22]で外野手としてプレーした上中吉成の娘、咲葵（）は谷保のファンであり[新聞 68]、プロフィールの特技には「谷保さんのモノマネ」と記したことがあった[36]。2023年にインタビューを受けた咲葵（取材当時は法政大学の野球部マネージャー）は谷保と声質が似ていることを聞かれると「（似ていると）よく言われます」と話している[新聞 68]。
- 2023年10月8日に投稿した千葉ロッテマリーンズ広報室の公式X（旧Twitter）で、『コアラのマーチ』を模したチョコレート菓子、『たにほのマーチ』（『コアラのマーチ』に描かれたコアラのイラストが谷保の顔写真となっており、商品名の「コアラ」が「たにほ」となっているもの[SNS 4]）を貰った時に「『たにほのマーチ』いただきました！うれしいでーす！」と話している[SNS 4]。
- 2024年1月2日に放送した『夢対決2024 とんねるずのスポーツ王は俺だ!!』の野球対決企画「リアル野球BAN」で場内アナウンスを担当することが2023年12月13日にテレビ朝日と千葉ロッテマリーンズ球団広報室から発表されたが[放送 6][新聞 69][新聞 70][SNS 5]、同企画の出演者、石橋貴明は自身の公式YouTubeチャンネル「貴ちゃんねるず」でZOZOマリンスタジアムを訪れた時に、谷保に出演依頼のオファーを出している[注 23]。なお、同対決は東京ドームで収録が行われ[動画 8][放送 6][新聞 69][新聞 70][SNS 5]、同企画の収録を終えた谷保は「とても楽しかったです！」と話している[新聞 70]。